# Philautus mjobergi
Philautus mjobergi är en groddjursart som beskrevs av Smith 1925. Philautus mjobergi ingår i släktet Philautus och familjen trädgrodor. IUCN kategoriserar arten globalt som nära hotad. Inga underarter finns listade i Catalogue of Life. Arten är uppkallad efter zoologen Eric Mjöberg. På engelska kallas den för "Mjoberg's bush frog" ("Mjöbergs buskgroda").